# John Ventimiglia
John Ventimiglia (Queens (New York), 17 juli 1963) is een Amerikaans acteur.

## Biografie
Ventimiglia is geboren in de borough Queens van New York, maar groeide op in Teaneck waar hij de high school doorliep aan de Teaneck High School. 
Ventimiglia begon in 1992 met acteren in de film Swoon. Hierna heeft hij nog meerdere rollen gespeeld in films en televisieseries zoals Extreme Measures (1996), Cop Land (1997), Six Degrees (2007), The Sopranos (1999-2007) en Blue Bloods (2011-2012). Voor zijn rol in de televisieserie The Sopranos werd hij samen met de cast genomineerd voor een Screen Actors Guild Awards (2002, 2003 en 2005) in de categorie Uitstekende Optreden door een Cast in een Dramaserie.
Ventimiglia woont nu in Brooklyn met zijn twee dochters.<

## Filmografie

### Films
Selectie:
- 2016 Money Monster - als een teamleider
- 2009 Notorious – als rechercheur Farelli
- 1999 Mickey Blue Eyes – als Johnny Graziosi
- 1999 Row Your Boat – als Anton
- 1997 Cop Land – als agent V
- 1996 Extreme Measures – als rechercheur Manning
- 1994 Bullets Over Broadway – als gangster

### Televisieseries
Uitgezonderd eenmalige gastrollen.
- 2022 Gaslit - als John Sirica - 3 afl.
- 2018 - 2019 Jessica Jones - als rechercheur Eddy Costa - 14 afl.
- 2017 The Breaks - als Orson Bainbridge - 2 afl.
- 2014 - 2015 The Good Wife - als rechercheur Gary Prima - 5 afl.
- 2011 – 2014 Blue Bloods – als Arboghast – 16 afl.
- 2010 Mercy – als Damiano – 3 afl.
- 2009 – 2010 Law & Order – als advocaat Dibbens - 2 afl.
- 1999 – 2007 The Sopranos – als Artie Bucco – 39 afl.
- 2007 Six Degrees – als Jimmy McLean – 3 afl.
- 2000 – 2001 Level 9 – als Justin Malik – 3 afl.
- 2000 Prince Street – als ?? – 2 afl.
- 1997 C-16: FBI – als Nick Tulli – 5 afl.

### Computerspellen
- 1996 Ripper – als Warren Spankowski

- Gemeinsame Normdatei: 1281224596
- International Standard Name Identifier: 0000 0000 5242 3313
- Library of Congress Control Number: nr2004010787
- Nationale Bibliotheek van Israël: 987009886328605171
- Système universitaire de documentation: 244256276
- Virtual International Authority File: 14718218